# Planck oder Als das Licht seine Leichtigkeit verlor
Planck oder Als das Licht seine Leichtigkeit verlor ist ein Roman von Steffen Schroeder, der 2022 im Rowohlt Berlin Verlag erschien. Darin geht es in zwei Handlungssträngen um das Verhältnis berühmter Väter zu ihren Söhnen. In erster Linie um den greisen Physik-Nobelpreisträger Max Planck, der durch Gnadenersuche an verschiedene NS-Größen verzweifelt und erfolglos versucht, die Vollstreckung des Todesurteils an seinem Sohn Erwin zu verhindern. Erwin, ehemaliger Staatssekretär unter den Reichskanzlern Franz von Papen und Kurt von Schleicher, war an den Vorbereitungen des Attentats vom 20. Juli 1944 auf Hitler beteiligt gewesen. In zweiter Linie geht es um den emigrierten Planck-Freund Albert Einstein, der sich nicht um seinen psychisch kranken, in einer Züricher Heilanstalt hospitalisierten Sohn Eduard kümmert.

## Inhalt

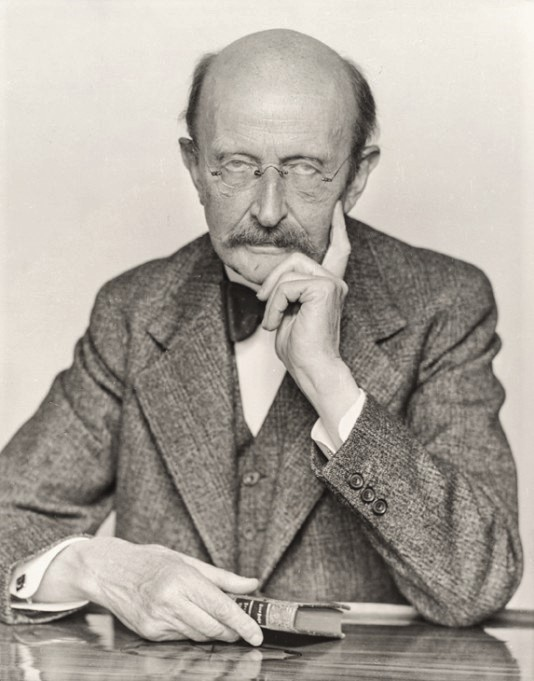
Max Planck

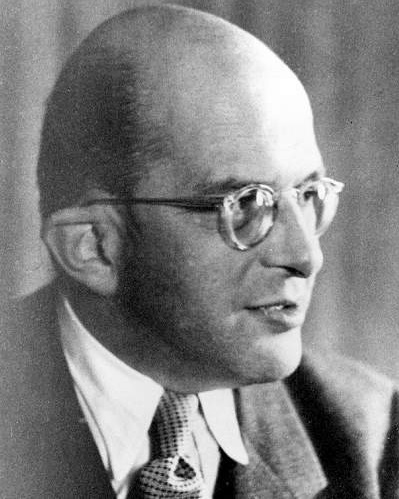
Erwin Planck

Der Roman spielt im Zeitraum von Oktober 1944 bis Mai 1945 an wiederkehrenden Schauplätzen. Protagonisten des ersten Handlungsstranges sind Max Planck und seine Ehefrau Marga sowie deren Sohn Erwin und seine Frau Nelly und ihr Vorgesetzter Ferdinand Sauerbruch. Hauptfiguren der zweiten Handlungslinie sind Albert Einstein und sein Sohn Eduard, außerdem Kurt Gödel und die sowjetische Spionin Margarita Konenkowa, Ehefrau des Bildhauers Sergei Timofejewitsch Konjonkow, mit der Einstein eine Affäre hatte.
Das Buch ist in 44 Kapitel gegliedert, an deren Anfang jeweils Datum und Ort stehen. Wiederkehrende Schauplätze sind:
- Das Dorf Rogätz, dort wohnt das alte Ehepaar Planck, nachdem es in Berlin und Kassel ausgebombt wurde.
- Die Strafgefängnis Berlin-Tegel, dort wartet Erwin Planck auf die Vollstreckung des Todesurteils. Er wird mehrfach vom Gefängnisgeistlichen Harald Poelchau besucht.
- Die Charité Berlin, dort arbeitet Nelly Planck als Ärztin, ihr Vorgesetzter ist Chefarzt Ferdinand Sauerbruch, über den im Roman allerlei Anekdoten erzählt werden.
- Eine Wohnung in der Winklerstraße in Berlin, dort lebt Nelly Planck und wird im Laufe der Handlung von ihren Schwiegereltern besucht. Dort überbringt sie ihnen die Nachricht der Hinrichtung Erwins.
- Die Heilanstalt am Züricher Burhölzli, dort ist Eduard Einstein hospitalisiert und erinnert sich unter anderem an seine Bekanntschaft mit Max Frisch.
- Die Universitätsstadt Princeton (USA), dort lebt Albert Einstein im Exil und geht mit Kurt Gödel spazieren.
- New York, wo sich Agentin Margarita Konenkowa unter dem Decknamen „Lucas“ mit ihrem Kontaktmann aus der sowjetischen Botschaft „Kain“ trifft, um ihm mitzuteilen, dass Einstein nichts wisse, sie aber über ihn viele andere Wissenschaftler kennengelernt habe, wie etwa den sehr ergiebigen Klaus Fuchs. Das Kapitel über die erste Begegnung von Lucas und Kain endet mit dem Satz: Fuchs’ „Patenonkel, der Gefängnispfarrer Harald Poelchau, sperrt unterdessen in Berlin-Tegel gerade Erwins Zelle auf.“[2]

Einmaliger Schauplatz des Romans ist das Berliner Kammergericht, in dem am 23. Oktober 1944 der Volksgerichtshof unter Vorsitz von Roland Freisler Erwin Planck und Friedrich-Werner Graf von der Schulenburg zum Tode verurteilt. Gegen Erwin Planck war die Anklage erhoben worden, „das hochverräterische Unternehmen, mit Gewalt die Verfassung des Reiches zu ändern und den Führer seiner verfassungsmäßigen Gewalt zu berauben, vorbereitet zu haben.“
Seither bemühen sich das alte Ehepaar Planck sowie Erichs Ehefrau mit Eingaben und Briefen an Prominente des Regimes um eine Umwandlung des Todesurteils in eine lebenslängliche Strafe. Max Planck kommt in weitere Bedrängnis, weil ihm während der Haftzeit seines Sohnes ein „Bekenntnisschreiben zum Führer“ für eine Broschüre mit Stellungnahmen bekannter Wissenschaftler abverlangt wird, das er jedoch nicht vorlegt. Er schreibt stattdessen: „Ich bedaure, Ihnen mitteilen zu müssen, dass ich in Anbetracht der Verhaftung meines Sohnes zurzeit nicht die Worte finden kann, die dem Zweck der Broschüre entsprechen würden.“
Am 27. Januar 1945 überbringt Nelly ihren Schwiegereltern die Todesnachricht. Dienstagfrüh habe man Erwin „gemeinsam mit Helmuth Moltke, Nikolaus Groß, Eugen Bolz und einigen anderen nach Plötzensee gebracht. Gegen Mittag wurden sie alle gehängt. Lediglich Bolz hat man enthauptet.“ Im selben Kapitel erinnert sich Nelly an die Nachricht über die Ermordung Kurt von Schleichers und seiner Ehefrau, nach der sie gemeinsam mit Erich zum Haus der Schleichers gefahren war, aber nur sah, wie der Potsdamer Polizeipräsident die Ermittlungen der Mordkommission abbrach. Bei späteren Gesprächen über diese schicksalhafte Zeit der sogenannten „Niederschlagung des Röhm-Putsches“ sagte Erwin grübelnd zu ihr: „Manchmal denke ich, sie haben mich vergessen.“
Währenddessen erfreut sich Albert Einstein in Princeton seiner Affäre mit Margarita Konenkowa und schlägt Warnungen Gödels in den Wind, der es verdächtig findet, dass eine russische Künstlergattin sich für Naturwissenschaften interessiert. Einstein setzt sich intensiv für die Emigration jüdischer Flüchtlinge in die USA ein und schreibt viele Empfehlungen und Bürgschaften. Nur für seinen Sohn in der Züricher Heilanstalt tut er nichts. Seine geschiedene Frau Mileva fragt ihn brieflich, warum er „sich um alle Menschen auf der Welt“ kümmere, „nur nicht um deinen eigenen Sohn“.
Ein Thema, dass beide Handlungsstränge und fast alle Protagonisten verbindet, ist die Musik. Nachdem Eduard Einstein die dritte Sinfonie von Brahms gehört hat, springt er aus dem Fenster und verletzt sich. Die Agentin Margarita Konenkowa erinnert sich an ihre Beziehung mit Sergei Rachmaninow. Max Planck und Albert Einstein musizieren miteinander. Nach der Todesnachricht setzt sich Planck allein an den Flügel und spielt Brahms.

## Entstehungsgeschichte
Steffen Schroeders Ur-Urgroßmutter war eine Halbschwester des Nobelpreisträgers. Sein Vater habe ihn auf die Idee gebracht, „diesen Teil Familiengeschichte“ aufzuarbeiten. Bereits als Kind sei ihm vom Vater das Schicksal Erwin Plancks geschildert worden. Für die Recherchen zum Roman konnte Schroeder sich auf zahlreiche Briefe, Notizen, Fotos und Dokumente der Familie Planck stützen. Zudem habe er diverse Archive genutzt, wie zum Beispiel das des Max-Planck-Instituts für Wissenschaftsgeschichte oder das Staatsarchiv des Kantons Zürich.

## Rezeption
Für Thomas Combrink (Frankfurter Allgemeine Zeitung) hat Schroeder mit seinem Roman die historischen Tatsachen in den Bereich der persönlichen Empfindungen und der sinnlichen Wahrnehmungen erweitert. Gleichzeitig sei es ihm gelungen, den dokumentarischen Charakter der Erzählung so zu bewahren, dass sachliche und literarische Anteile in einem ausgewogenen Verhältnis zueinander stehen. Der Aufbau des Buches, die Schilderung unterschiedlicher Personen an verschiedenen Orten, weise eine polyphone Struktur auf: Planck oder Als das Licht seine Leichtigkeit verlor erinnere durch den Zusammenhang zwischen „Drittem Reich“ und Musik an Thomas Manns Doktor Faustus.
Astrid Mayerle (BR24) lobt, Schroeder beweise mit dem Roman, „wie klug, spannend und dazu auch noch höchst amüsant die schweren Kapitel der deutschen Geschichte erzählt werden können.“
Auch Katrin Krämer (NDR Kultur) betont die „Leichtigkeit“ des Romans und findet es erstaunlich, wie Schroeder historische Figuren, das ganze wissenschaftliche Personal, das sich um Max Planck rankte, samt familiärer Verhältnisse, zum Leben erweckt.